# Acqua per preparazioni iniettabili
L'acqua per preparazioni iniettabili è un'acqua di altissima qualità senza contaminazioni significative, nell'elenco dei medicinali essenziali dell'Organizzazione mondiale della sanità.
L'acqua per preparazioni iniettabili viene generalmente prodotta mediante distillazione o osmosi inversa; dovrebbe contenere < 1 mg di elementi diversi dall'acqua ogni 100 ml.  
Una versione sterile viene utilizzata per la produzione di soluzioni che verranno somministrate per iniezione: prima di tale uso, in genere, devono essere aggiunte altre sostanze per rendere la soluzione più o meno isotonica (se viene somministrata per iniezione endovenosa senza renderla approssimativamente isotonica, possono verificarsi emolisi o altre problematiche cellulari). 
Una versione non sterile può essere utilizzata nella produzione, e la sterilizzazione avviene successivamente nel processo di produzione.
Sono disponibili anche versioni con agenti che bloccano la crescita batterica.